# Осада Магдебурга (1806)
Осада Магдебурга (фр. Siège de Magdebourg) — осада города, происходившая с 25 октября по 8 ноября 1806 года во время войны четвертой коалиции. Французские войска, сначала под командованием маршала и великого герцога Бергского Иоахима Мюрата, а затем — французский армейский корпус под командованием маршала Мишеля Нея осадили и в конце концов добились капитуляции прусских войск Франца Казимира фон Клейста, укрывшихся в Магдебурге, втором по величине городе Пруссии.

## Осада
После битв при Йене и Ауэрштедте победоносная Великая армия преследовала остатки прусской армии, часть которой находилась под командованием принца Гогенлоэ и отступила в крепость Магдебург. Руководивший французскими войсками маршал Мюрат потребовал от Гогенлоэ капитуляции, на что принц ответил отказом и сумел бежать из осажденной крепости. Командование было передано коменданту Магбебурга  генералу от инфантерии Францу Казимиру фон Клейста, у которого оставался многочисленный гарнизон в 25 000 человек. 
Хотя французские силы изначально численно превосходили защитников крепости, император Наполеон I вскоре отозвал армейский корпус маршала Жан де Дьё Сульта, оставив маршала Нея и его 18-ти тысячный корпус осаждать город. Заняв оба берега Эльбы, Ней не проявил достаточной активности во время осады, и военные действия свелись лишь к нескольким стычкам и робкой попытке вылазки, предпринятой  Клейстом 4 ноября. 
Первоначально Клейст пытался подкрепить угасающий боевой дух своих войск публичным заявлением о том, что он сдаст Магдебург не раньше, чем в его кармане загорится носовой платок (т.е. никогда). Но, столкнувшись с перспективой полномасштабной артиллерийской бомбардировки города, пруссаки решили начать переговоры. Уже 7 ноября было заключено перемирие. На следующий день гарнизон капитулировал  и 11 ноября был выведен из крепости в качестве военнопленных.
Капитуляция Клейста всего через три недели осады, в условиях, когда число осаждённых превышало число осаждающих, в крепости имелись запасы пороха и продовольствия, укрепления не были серьёзно повреждены, а попыток штурма со стороны французов не предпринималось, вызвала крайнее раздражение короля Пруссии Фридриха Вильгельма III.
После заключения Тильзитского мира фон Клейст был отдан под суд. Он кончался в 1808 году в ожидании суда в тюрьме в Берлине. Тем не менее, суд в 1812 году счёл нужным вынести приговор, согласно которому, «Если бы генерал фон Клейст был еще жив, его бы расстреляли за поспешную и совершенно нелепую сдачу французам важной крепости Магдебург». 